# 阿莱克桑
阿莱克桑（法語：Alexain，法語發音：[alɛksɛ̃]），又称亚历克桑，是法国马耶讷省的一个市镇，属于马耶讷区。

## 地理
阿莱克桑（48°13'44"N, 0°46'5"W）面积16.24 平方千米，位于法国卢瓦尔河地区大区马耶讷省，该省份为法国西北部内陆省份，北起芒什省和奧恩省，西接伊勒-维莱讷省，南至曼恩-卢瓦尔省，东临萨尔特省。
与阿莱克桑接壤的市镇（或旧市镇、城区）包括：拉比戈蒂耶尔、孔泰斯、马耶讷河畔马蒂涅、普拉塞、圣日尔曼当克叙尔。

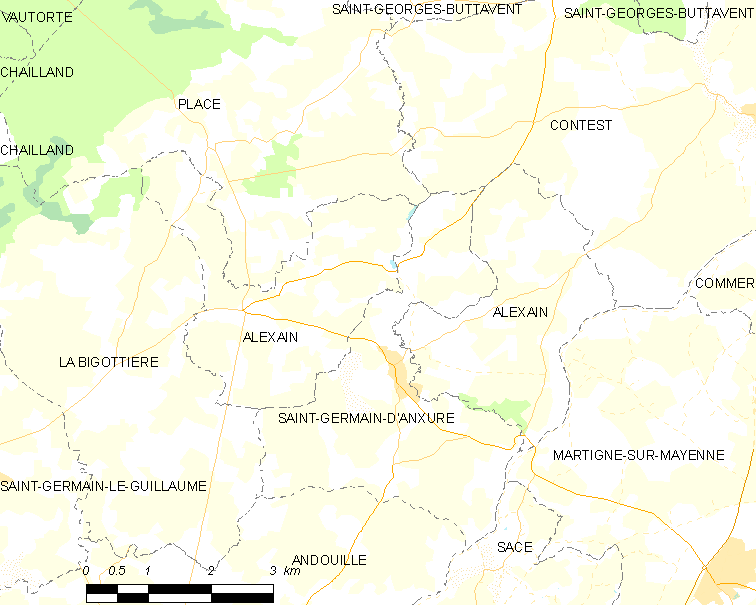
阿莱克桑的OSM定位图

阿莱克桑的时区为UTC+01:00、UTC+02:00（夏令时）。

## 行政
阿莱克桑的邮政编码为53240，INSEE市镇编码为53002。

## 政治
阿莱克桑所属的省级选区为马耶讷县。

## 人口

1962-2008年间阿莱克桑人口变化图示

阿莱克桑于2022年1月1日时的人口数量为612人。